# غول چشم آبی
غول چشم آبی (به ترکی استانبولی: Mavi Gözlü Dev) فیلمی از کشور ترکیه در شرح حال شاعر ناظم حکمت به دوران سال ۱۹۴۱ که زندانی شدن وی در بورسا و سپری شدن ایام بر وی طی فیلمی در سال ۲۰۰۷ توسط بیکت الهام تولید شده است. نام فیلم برگرفته از اشعار زنان کوچک و خانم‌ها از ناظم حکمت می‌باشد.